# Golden Raspberry Awards 2002
De Golden Raspberry Awards 2002 was het 22e evenement rondom de uitreiking van de Golden Raspberry Awards. De uitreiking werd gehouden op 22 maart 2003 in het Sheraton Hotel in Santa Monica, Californië voor de slechtste prestaties binnen de filmindustrie van 2002.

## Genomineerden en winnaars
| "Winnaar"* |

| Categorie | Nominaties |
| --- | ---------- |
| Slechtste film |            |
| Swept Away (Screen Gems)                                                                                                  |            |
| Crossroads (Paramount) |            |
| Pinocchio (Miramax) |            |
| Star Wars Episode II: Attack of the Clones (20th Century Fox)                                                             |            |
| The Adventures of Pluto Nash (Warner Bros.)                                                                               |            |
| Slechtste acteur |            |
| Roberto Benigni in Pinocchio                                                                                              |            |
| Adam Sandler in Eight Crazy Nights en Mr. Deeds                                                                           |            |
| Adriano Giannini in Swept Away                                                                                            |            |
| Eddie Murphy in The Adventures of Pluto Nash, I Spy en Showtime                                                           |            |
| Steven Seagal in Half Past Dead                                                                                           |            |
| Slechtste actrice |            |
| Britney Spears in Crossroads                                                                                              |            |
| Madonna in Swept Away |            |
| Angelina Jolie in Life or Something Like It                                                                               |            |
| Jennifer Lopez in Enough en Maid in Manhattan                                                                             |            |
| Winona Ryder in Mr. Deeds                                                                                                 |            |
| Slechtste mannelijke bijrol                                                                                               |            |
| Hayden Christensen in Star Wars Episode II: Attack of the Clones                                                          |            |
| Christopher Walken in The Country Bears                                                                                   |            |
| Freddie Prinze, Jr. in Scooby-Doo                                                                                         |            |
| Robin Williams in Death to Smoochy                                                                                        |            |
| Tom Green in Stealing Harvard                                                                                             |            |
| Slechtste vrouwelijke bijrol                                                                                              |            |
| Madonna in Die Another Day                                                                                                |            |
| Bo Derek in The Master of Disguise                                                                                        |            |
| Lara Flynn Boyle in Men in Black II                                                                                       |            |
| Natalie Portman in Star Wars Episode II: Attack of the Clones                                                             |            |
| Rebecca Romijn in Rollerball                                                                                              |            |
| Slechtste schermkoppel |            |
| Adriano Giannini en Madonna in Swept Away                                                                                 |            |
| Britney Spears en "wat zijn naam ook was" (Anson Mount) in Crossroads                                                     |            |
| Eddie Murphy en of Robert De Niro in Showtime, Owen Wilson in I Spy, of zichzelf gekloond in The Adventures of Pluto Nash |            |
| Hayden Christensen en Natalie Portman in Star Wars Episode II: Attack of the Clones                                       |            |
| Roberto Benigni en Nicoletta Braschi in Pinocchio                                                                         |            |
| Slechtste regisseur |            |
| Guy Ritchie voor Swept Away                                                                                               |            |
| George Lucas voor Star Wars Episode II: Attack of the Clones                                                              |            |
| Roberto Benigni voor Pinocchio                                                                                            |            |
| Ron Underwood voor The Adventures of Pluto Nash                                                                           |            |
| Tamra Davis voor Crossroads                                                                                               |            |
| Slechtste scenario |            |
| Star Wars Episode II: Attack of the Clones, scenario door George Lucas en Jonathan Hales                                  |            |
| Crossroads, scenario door Shonda Rhimes                                                                                   |            |
| Pinocchio, scenario door Vincenzo Cerami en Roberto Benigni                                                               |            |
| Swept Away, scenario door Guy Ritchie                                                                                     |            |
| The Adventures of Pluto Nash, geschreven door Neil Cuthbert                                                               |            |
| Slechtste remake of vervolg                                                                                               |            |
| Swept Away (Screen Gems) (remake van Swept Away uit 1974)                                                                 |            |
| I Spy (Columbia Pictures)                                                                                                 |            |
| Mr. Deeds (Columbia Pictures/New Line)                                                                                    |            |
| Pinocchio (Miramax) |            |
| Star Wars Episode II: Attack of the Clones (20th Century Fox)                                                             |            |
| Slechtste originele lied                                                                                                  |            |
| "I'm Not a Girl, Not Yet a Woman" uit Crossroads door Max Martin, Rami en Dido Armstrong                                  |            |
| "Die Another Day" uit Die Another Day door Madonna en Mirwais Ahmadzai                                                    |            |
| "Overprotected" uit Crossroads door Max Martin en Rami                                                                    |            |
| Most Flatulent Teen-Targeted Movie                                                                                        |            |
| Jackass: The Movie (Paramount)                                                                                            |            |
| Crossroads (Paramount) |            |
| Eight Crazy Nights (Sony/Columbia)                                                                                        |            |
| Scooby-Doo (Warner Bros.)                                                                                                 |            |
| XXX (Sony/Revolution) |            |